# Santiago Mastrángelo
Santiago Mastrángelo, vollständiger Name Santiago Nicolás Mastrángelo Ramos, (* 6. August 1990 in Trinidad) ist ein uruguayischer Fußballspieler.

## Karriere

### Verein
Der 1,82 Meter große Defensivakteur Mastrángelo gehörte zu Beginn seiner Karriere bereits mindestens 2007 der Jugendmannschaft und in der Spielzeit 2010/11 dem Erstligakader des Club Atlético Peñarol an. Bei den Montevideanern bestritt er in jener Saison ein Spiel in der Primera División. Ein Tor erzielte er nicht. Im August 2011 wechselte er innerhalb Montevideos zu Miramar Misiones. Der Transfer erfolgte auf Leihbasis. Dort lief er mindestens in der Saison 2013/14 in insgesamt 13 weiteren Erstligapartien auf. Ein persönlicher Torerfolg gelang ihm auch dabei nicht. Am Saisonende stieg er mit der Mannschaft in die Segunda División ab. In der Spielzeit 2014/15 wurde er in elf Zweitligabegegnungen (kein Tor) eingesetzt. Darüber hinaus sind bislang (Stand: 17. September 2016) weder Einsätze noch eine Kaderzugehörigkeit für ihn verzeichnet.

### Nationalmannschaft
Mastrángelo war Mitglied der von Ángel Castelnoble trainierten uruguayischen U-15-Auswahl, die bei der U-15-Südamerikameisterschaft 2005 in Bolivien teilnahm. Er gehörte der uruguayischen U-17-Nationalmannschaft an und war Teil des Kaders bei der U-17-Südamerikameisterschaft 2007 in Ecuador.